# Hank Goldup
Henry George Goldup dit Hank Goldup (né le 29 octobre 1918 à Kingston, dans la province de l'Ontario, au Canada — mort le 14 décembre 2008 à Mississauga en Ontario) est un joueur professionnel canadien de hockey sur glace qui évoluait au poste d'ailier gauche. Il remporte la Coupe Stanley avec les Maple Leafs de Toronto en 1942.
Il est le père de Glenn Goldup, joueur professionnel de hockey dans les années 1970-1980.

## Biographie
Il fait partie de l'équipe des Maple Leafs de Toronto de 1942 qui remporte la Coupe Stanley. Ils battent les Red Wings de Détroit en finale de la Coupe après avoir été mené trois rencontres à zéro. Avec Gordie Drillon et Wilfred « Bucko » McDonald, il est laissé sur le banc lors du cinquième match par l'entraîneur de l'équipe, Clarence « Happy » Day.

## Statistiques
| Saison     | Équipe                 | Ligue      |     | Saison régulière | Saison régulière | Saison régulière | Saison régulière | Saison régulière |   | Séries éliminatoires | Séries éliminatoires | Séries éliminatoires | Séries éliminatoires | Séries éliminatoires |
| Saison     | Équipe                 | Ligue      | PJ  | B                | A                | Pts              | Pun              | PJ               | B | A                    | Pts                  | Pun                  |                      |                      |
| 1939-1940  | Maple Leafs de Toronto | LNH        | 21  | 6                | 4                | 10               | 2                | 10               | 5 | 1                    | 6                    | 4                    |                      |                      |
| 1939-1940  | Hornets de Pittsburgh  | IAHL       | 17  | 12               | 12               | 24               | 4                |                  |   |                      |                      |                      |                      |                      |
| 1940-1941  | Maple Leafs de Toronto | LNH        | 26  | 10               | 5                | 15               | 9                | 2                | 0 | 0                    | 0                    | 0                    |                      |                      |
| 1941-1942  | Maple Leafs de Toronto | LNH        | 44  | 12               | 18               | 30               | 13               | 9                | 0 | 0                    | 0                    | 2                    |                      |                      |
| 1942-1943  | Maple Leafs de Toronto | LNH        | 8   | 1                | 7                | 8                | 4                |                  |   |                      |                      |                      |                      |                      |
| 1942-1943  | Rangers de New York    | LNH        | 36  | 11               | 20               | 31               | 33               |                  |   |                      |                      |                      |                      |                      |
| 1944-1945  | Rangers de New York    | LNH        | 48  | 17               | 25               | 42               | 25               |                  |   |                      |                      |                      |                      |                      |
| 1945-1946  | Rangers de New York    | LNH        | 19  | 6                | 1                | 7                | 11               |                  |   |                      |                      |                      |                      |                      |
| 1945-1946  | Eagles de New Haven    | LAH        | 25  | 13               | 11               | 24               | 7                |                  |   |                      |                      |                      |                      |                      |
| 1946-1947  | Barons de Cleveland    | LAH        | 61  | 30               | 19               | 49               | 22               | 4                | 0 | 1                    | 1                    | 0                    |                      |                      |
| Totaux LNH | Totaux LNH             | Totaux LNH | 202 | 63               | 80               | 143              | 97               | 21               | 5 | 1                    | 6                    | 6                    |                      |                      |

## Trophées et honneurs personnels
- 1937-1938 : trophée Eddie-Powers du meilleur pointeur de l'AHO
- 1941-1942 : coupe Stanley avec les Maple Leafs de Toronto